# Монсере, Жан-Пьер
Жан-Пьер (Жемпи) Монсере (фр. Jean-Pierre (Jempi) Monseré; 8 сентября 1948, Руселаре — 15 марта 1971, Лилль) — бельгийский трековый и шоссейный велогонщик. Погиб во второй год профессиональной карьеры в 22-летнем возрасте, успев к тому моменту выиграть Джиро ди Ломбардия и чемпионат мира.

## Карьера
До 1967 года Монсере выступал в юниорских гонках, следующие 3 сезона — в любительских. Трижды подряд он становился 2-м в групповой гонке любительского чемпионата Бельгии. В 1967 и 1968 годах Жан-Пьер был в составе победителей командной гонки преследования национального чемпионата. На Олимпиаде в Мехико он стал 6-м в групповой шоссейной гонке. Бельгиец выиграл серебряную медаль чемпионата мира 1969 в этой же дисциплине, а через несколько дней подписал профессиональный контракт с Flandria. Через месяц Монсере выиграл монументальную классику Джиро ди Ломбардия.
Единственным полным профессиональным сезоном для Жан-Пьера стал 1970. На треке он выиграл чемпионат страны в омниуме и, в паре с Патриком Серкю, Шесть дней Гента. В шоссейном чемпионате Бельгии он стал 3-м после Эдди Меркса и Хермана ван Спрингела, после чего пробился в состав сборной на чемпионат мира в Лестере. Как и годом ранее на любительском чемпионате, победу разыграли Монсере и Лейф Мортенсен; на это раз выиграл бельгиец. В октябре Жан-Пьер и Серкю одержали победу на чемпионате страны в мэдисоне. В феврале 1971 года Монсере выиграл свою последнюю гонку, Вуэльту Андалусии.
15 марта 1971 года Монсере стартовал на Гроте Ярмарктпрейс в Рети. Из-за плохой организации гонки на маршрут попал автомобиль, который его водитель постарался припарковать. Подъезжая к нему на скорости около 45 км/ч, Монсере смотрел вниз, а потому не заметил автомобиль и врезался в него. Гонщик умер от болевого шока. В марте 1976 года его 7-летний сын Джованни погиб тем же образом, после столкновения на велосипеде с автомобилем. Тот велосипед вместе с радужной майкой подарил ему на Первое Причастие Фредди Мартенс. Через полгода после гибели Джованни Мартенс впервые стал чемпионом мира. Жан-Пьер Монсере и Мартенс считаются каноническими примерами «проклятия радужной майки»: после второй победы на чемпионате мира Мартенс больше не выигрывал значимых гонок.

## Главные победы
1969
- Джиро ди Ломбардия

1970
- Шесть дней Гента (с Патриком Серкю)
- Омниум на трековом чемпионате Бельгии 1970
- 2-й и 4-й этапы Вуэльты Андалусии
- 1-й этап Париж — Люксембург
- Чемпионат мира
- Мэдисон на трековом чемпионате Бельгии 1971 (с Патриком Серкю)

1971
- Общий зачёт, 1-й и 3-й этапы Вуэльты Андалусии